# Сен-Дені (округ, Реюньйон)
Округ Сен-Дені (фр. Arrondissement de Saint-Denis (La Réunion)) — округ у Франції, в департаменті Реюньйон. 2023 року округ об'єднував 3 муніципалітети, населення становило 211 437 осіб.
Адміністративний центр (супрефектура) — Сен-Дені.

## Муніципалітети
Список муніципалітетів округу та їхні коди INSEE:
1. Сен-Дені (97411)
2. Сент-Марі (97418)
3. Сент-Сюзанн (97420)